# Rykka
Rykka (née Christina Maria Rieder en 1986 à Vancouver au Canada) est une chanteuse helvético-canadienne.

## Biographie
En février 2016, elle est choisie pour représenter la Suisse aux Concours Eurovision de la chanson 2016 à Stockholm.
Elle participe à la seconde demi-finale, le 12 mai 2016, où elle termine dernière et n'est pas qualifiée pour la grande-finale, le 14 mai.